# 페레발노예

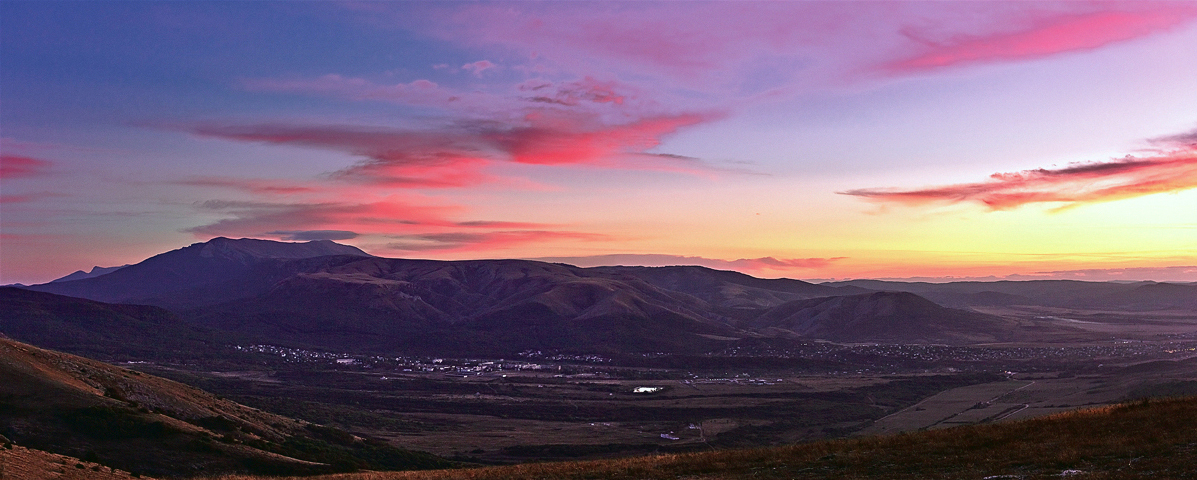
페레발노예

페레발노예(러시아어: Перевальное, 우크라이나어: Перевальне 페레발네[*])는 크림반도에 위치한 도시로 높이는 438m, 인구는 3,660명(2001년 기준)이다. 행정 구역상으로는 러시아 크림 공화국(사실상) 또는 우크라이나 크림 자치 공화국(국제적인 승인)에 위치한다. 참고로 크림반도는 2014년 이후부터 우크라이나로부터 독립을 선언하여 러시아에 병합되었지만 대다수의 국가와 유엔은 이를 인정하지 않고 있다.